# Negyedik Köztársaság Párt
A Negyedik Köztársaság Párt (rövidebb nevén 4K!, a pártbejegyzés előtt 4K! – Negyedik Köztársaság Mozgalom) 2007 második felében alakult, létrehozóinak állítása szerint azzal a céllal, hogy „Y generációs mozgalomként összefogja az ország helyzetén segíteni akaró fiatalokat”. A 2011-ben elfogadott Alaptörvény, amely óriási ellenzéki ellenállást váltott ki, a 4K!-t is a politikai színtérre vitte. Az Egymillióan a Sajtószabadságért csoport március 15-i tüntetésén beszélt először a színpadon Istvánffy András, a mozgalom koordinátora. Fél évvel később, az október 23-i „Nem tetszik a rendszer!” elnevezésű tüntetés után, ahol szintén felszólalt a 4K!, a mozgalom bejelentette párttá alakulását. A féléves részvételi folyamat végén 2012. április 28-án tartották alakuló kongresszusukat, melyen elfogadták az új, baloldali patriótaként definiált párt alapprogramját és alapszabályát is, valamint megválasztották a szervezet tisztségviselőit.
2016. október 8-án bejelentették, hogy a pártot feloszlatják, és nem kívánnak indulni a következő parlamenti választáson.

## Története

### Ifjúsági mozgalom, Urban Playground (2007–2011)
A 4K! – Negyedik Köztársaság ifjúsági mozgalmat 2007 második felében alapította egy baráti társaság azzal a céllal, hogy a fiatalokat összefogva létrehozzon „egy felelősen gondolkozó, közösségi szellemben élő, azt hirdető szervezetet”. Meghatározott céljuk a rendszerváltás utáni politikai elit ellen mutatott alternatíva, ahova bárki csatlakozhat, aki egyetért az alapelvekkel és alakíthatja is a szervezet életét.
A mozgalom eleinte Urban Playground akciókkal hívta fel a figyelmet a közterek kihasználatlanságára. Különböző köztéri játékok (Capture the Flag, Párnacsata, Vízicsata, MP3 Kísérlet) segítségével próbálták demonstrálni, hogy az utcák nemcsak a szürke hétköznapoké, hanem egy egészen új élményt is nyújthat. A köztéri játékok sikere után a mozgalom 2008-ban hirdette meg az első csatlakozási lehetőséget, melynek során azok, akik szintén magukénak érezték a 4K!-t többé már nemcsak résztvevőként, hanem a mozgalom szervezőjeként aktivizálhatták magukat. Az ekkor csatlakozottakból három budapesti csoport jött létre. Később létrejöttek helyi szervezetek Székesfehérváron és Tatabányán is.

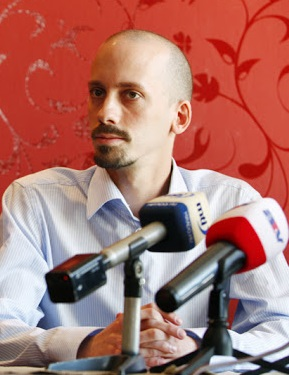
Istvánffy András pártelnök

A 4K! már kezdetben is vállaltan politikai mozgalom volt, mivel tagjai szerint bármilyen közéleti tevékenység szorosan összefonódik a politizálással. Az Urban Playground játékok mellett egyre több abszurd akcióval igyekeztek felhívni magukra a figyelmet. Ilyen akció volt például Boltbalopás, mely akció során apró kacatokat raktak a többi áru mellé, amiken a következő felirat volt olvasható: „Ez is felesleges, de legalább ingyen van!” Emellett tartottak utcabált Székesfehérváron, illetve „plázafoglalást” több budapesti és székesfehérvári bevásárlóközpontban.
A 2010-es önkormányzati választásokon a 4K! a 2., a 11. és a 12. kerületekben akart indulni, ezért meghirdették a Buda Libre! elnevezésű programot. Ennek keretében tartották Büszkeségünk a Moszkva tér című abszurd akciójukat, melynek során, mint egy EU-s pályázat csodálatos végeredményét adták át a teret. Az új önkormányzati választási törvény létrejötte utána a mozgalom úgy vélte, hogy a Fidesz lehetetlen helyzetbe hozta a civil szervezeteket, ezért mégsem indultak a választásokon.
A párt kezdetektől fogva illegitimnek tartja a „Fidesz egypárti alaptörvényét”, ezért népszavazást kezdeményeztek a megsemmisítéséről és bekapcsolódtak a civil ellenzéki tüntetések szervezésébe. Ennek során 2011. március 15-én (Videó a beszédről), április 15-én (Videó a beszédről) és október 23-án (Videó a beszédről) is beszédet mondott az Egymillióan a Sajtószabadságért (Milla) csoport demonstrációján Istvánffy András, a mozgalom koordinátora. Április 14-én Schmitt Pál Köztársasági Elnöknél tartottak volna demonstrációt Szellemjárás Schmitt Pálnál címmel, ám a megelőző napon a rendőrség a tervezett helyszínen nem engedélyezte az eseményt (A hvg.hu cikke az eseményről). Szeptemberben pedig, válaszul az Orbán-kormány kínai nyitására, a Moszkva teret nevezték át Peking térré (A hvg.hu képei).
Az október 23-i, Nem tetszik a rendszer! elnevezésű demonstráció után 2011. október 26-án a Negyedik Köztársaság Mozgalom bejelentette, hogy továbblép a civil létből és pártalakítási folyamatot hirdet (A hvg.hu cikke), melybe bárki becsatlakozhat, aki egyetért a mozgalom honlapján közzétett alapelvekkel, melyek deklarálják a leendő párt céljait, szervezeti felépítését, valamint helyzetértékelését.

### A párttá alakulás folyamata (2011–2013)

#### A bejelentéstől a pártbejegyzésig
A magyarországi pártalakítási trendektől merőben különböző, részvételi pártalakítási folyamatot hirdetett meg a 4K! Szemben a többi párttal, a mozgalom új, patrióta baloldali pártjának programját és alapszabályát egy fél éves konzultációs folyamat során a csatlakozó tagok alakították ki. Erre a részvételi folyamatra azért volt lehetőség, mert a pártnak két programot készítenek. Az Alapprogramot, ami hosszú távra rögzíti a célokat, a tagság készítette el, hogy széles rétegek akaratát és tapasztalatait tükrözze, a 2014-es választásokra pedig ez alapján már szakértők fogják elkészíteni a konkrét helyzetre vonatkozó választási programot.
A pártba első körben november 30-ig lehetett jelentkezni, amivel az ország minden tájáról több száz ember élt is. Így a megalakuló megyei szervezetek tagjai együtt több mint 200 módosító javaslatot készített a párt Alapprogramjához, amiket egy külön erre a célra készített online felületen vitattak meg, majd ott is szavaztak arról, hogy melyik módosító javaslat kerüljön bele a 4K! végleges Alapprogramjába (A pártindítás bejelentése). A mozgalom ezek után 2012. április 28-án tartotta alakuló kongresszusát, ahol a jelenlévő alapító tagok egyhangúlag megszavazták a 4K! – Negyedik Köztársaság Mozgalom Párt megalakítását.

### A 2014-es választások

#### A 2014-es országgyűlési választás
A 4K! a választáson nem tudott országos listát állítani, így csak egyéni jelöltjeikre lehetett szavazni.

#### A 2014-es Európai Parlamenti választás
A 4K! nem indult a 2014-es Európai Parlamenti választásokon.

#### A 2014-es önkormányzati választások
A 2014-es önkormányzati választásokon a 4K! a Lehet Más a Politikával (LMP) együttműködve indított jelölteket. A 4K! jelöltjei az LMP színeiben indultak és közös programot dolgoztak ki a választásra. Budapesten, a XX. kerületben Völgyesi Krisztián jutott be a 4K! képviselőjeként az önkormányzati képviselőtestületbe.

### A párt feloszlatása
2016 októberében jelentették be a párt honlapján, hogy a 4K! kongresszusa úgy döntött, hogy befejezi a pártpolitizálást, és nem indul a következő országgyűlési választáson, mert nem kívánnak statisztálni a NER rendszerének áldemokráciájához, és a többi ellenzéki pártnak is ezt javasolták. Ennek megfelelően feloszlatják a pártot, de a parlamenten kívül tovább folytatják mozgalmi tevékenységüket a rendszerrel szemben.

## Országgyűlési választás
| Választások | Szavazatok száma | Szavazatok aránya | Mandátumok száma | Mandátumok aránya | Parlamenti szerepe |
| ----------- | ---------------- | ----------------- | ---------------- | ----------------- | ------------------ |
| 2014-es     | 1 784            | 0,04%             | —                | —                 | nem jutott be      |

## A párt céljai, az Alapprogram
A 4K! patrióta baloldali pártot hozott létre, melynek Alapprogramja rögzíti a párt hosszú távú céljait, leírja, hogy nagy vonalakban mit kell képviselnie a pártnak a jövőben. Így deklarálva van, hogy a szervezet „elsősorban a munkavállalókat képviseli, és azokat, akiknek egyre kevesebb esélyük van közéjük tartozni: a megrendült középosztályt, a fiatalokat, a szegényeket és kirekesztetteket.” Céljuk, hogy a stabil demokráciát és a jól működő gazdaságot az alsóbb rétegek és a középosztály létbiztonságának megteremtésével és életkörülményeinek javításával érjék el, ami véleményük szerint egy aktív, fejlesztő állam feladata, amit a részvételi demokrácia eszközeivel az emberek ellenőrizni tudnak. Alapprogramjukban rögzítik azt is, hogy nem csak a országgyűlési képviselők, hanem saját tisztségviselőik is visszahívhatóak kell legyenek. A 4K! – Negyedik Köztársaság Mozgalom rövidtávú célja pedig elősegíteni az ellenzéki összefogást, amit Istvánffy András, a párt elnöke a Népszabadságban közvetlenül a párt megalakulása után közzétett publicisztikájában két lépcsős modellben tartott megvalósíthatónak: először az új pártoknak kell megegyezniük egy köztársasági minimálprogramban, majd ezután lehet csak bevonni a régi pártokat, amennyiben azok hajlandóak belemenni, hogy nem a 2010-es állapotokat kell visszaállítani, hanem egy új szintre kell léptetni a köztársaságot. A párt ezek után 2012. május 2-án tárgyalást kezdeményezett az LMP-vel.

## A szervezet
Az új baloldali pártot nem pusztán a professzionálisan a politikával foglalkozók pártjaként képzelik el a tagjai, hanem a mindennapi emberek eszközének arra, hogy a párton keresztül képviselni tudják az érdekeiket. Így bárki felvethet témát, amit, ha a párt Alapprogramjával egyezik, képviselhet a párt. Így egy olyan szervezetet tudnak létrehozni, amely mélyen be van ágyazódva a társadalomba és annak problémáit fordítja le hatékony politikai cselekvésre.

### Elnökség
- Elnök: Istvánffy András
- Alelnökök: Bassa Zoltán, Györki Zsuzsa, Nagy András, Völgyesi Krisztián[11]

### Etikai Bizottság

#### 2012–2014
Fadgyas Bence, Józsa Dániel, Ódor Dániel

### Országos Bizottság

#### 2012–2014
Borbély Hunor, Borszéki Attila, Gombó Áron, Györki Zsuzsa, Hellebrandt Flóra, Horváth Nikoletta, Kapuvári Tamás, Mohácsi Péter, Nagy Richárd, Sarkadi László, Solymár László, Szigyártó Antal, Szőllőssy Kristóf, Tóth Csaba, Vekerdy Panni